# Larisa Oleynik
Larisa Oleynik (/ləˈrɪsə oʊˈleɪnɪk/; Santa Clara, California, 7 de junio de 1981) es una actriz estadounidense. Es más conocida por haber tenido el papel protagónico de la serie de televisión para niños The Secret World of Alex Mack a mediados de los años noventa. También ha aparecido en películas como The Baby-Sitters Club y 10 Things I Hate About You. Durante su período como ídola adolescente, fue descrita como “una de las quinceañeras favoritas de América”, y “la tradicional chica de al lado”.

## Biografía
Larisa Oleynik nació en el Condado de Santa Clara, California, hija única de Lorraine Allen, una exenfermera, y del ucraniano Roman Oleynik, un anestesiólogo. 
Comenzó su carrera como actriz a los ocho años de edad, cuando vio un anuncio en un diario local donde se anunciaba una audición a niños para un papel en una obra de teatro. Ella obtuvo el papel de la joven Cosette en la obra Los Miserables. Luego comenzó a tomar lecciones de actuación y le contrataron un agente para que le consiguiera audiciones y papeles, para darle continuidad en la disciplina.
En 1993, tuvo su primer papel en televisión en la entonces popular serie La Doctora Quinn (Dr. Quinn, Medicine Woman), la cual pudo verse en España y en algunos países de Latinoamérica. Ese mismo año participó del film para televisión River of Rage: The Taken of Maggie Keen.

### Alex Mack
En 1994 consiguió el papel principal en la serie El mundo secreto de Alex Mack de entre varios cientos de otros niños actores, aunque nunca quedó claro si el casting era solo para niñas o niños de ambos sexos, para luego adaptar el nombre de Alex Mack al niño que fuera seleccionado.
La serie contaba las aventuras de Alexandra Mack, una niña que contrae poderes telekinéticos después de un accidente con un químico experimental. 
El show comenzó el ocho de octubre de 1994 y finalizó cuatro temporadas más tarde como uno de los tres shows más exitosos en la historia de la cadena Nickelodeon. Es en ese tiempo cuando se convirtió en una de las adolescentes más populares de Estados Unidos. Llegó a tener una columna de consejos en la revista Tiger Beat, y apareció en varias tapas de la popular revista TV Guide, además de ser póster central en varias revistas para adolescentes.
En 1995, mientras protagonizaba la serie, coprotagonizó junto a Rachael Leigh Cook la película The Baby-Sitters Club (El club de las niñeras), el cual tuvo un respetable éxito comercial.
En 1997 protagonizó un comercial de servicios de Internet de AT&T, que resultó un clásico y le dio popularidad. El comercial se llamó Walking After Midnight.

### Después de Alex Mack
En 1999, personificó a Bianca Stratford en la película 10 Things I Hate About You (10 razones para odiarte), una comedia adolescente basada libremente en La fierecilla domada, de William Shakespeare. El film fue un éxito y significó la presentación en la pantalla grande para Heath Ledger y Julia Stiles.
Ese mismo año, participó en 14 episodios de la teleserie 3rd Rock from the Sun (Cosas de marcianos), personificando a Alissa Strudwick, la hija del rival personal de Dick Solomon.
En 2000, participó en la película 100 Girls (Cien chicas, o Una en cien) y protagonizó la cinta A Time for Dancing (Un momento para bailar). Ninguna de esas películas fue presentada en cines, siendo sólo editadas en video.

## Universidad Sarah Lawrence
A partir de 2001, asistió a la universidad con orientación artística Sarah Lawrence por tiempo completo, y sólo participó en los recesos de filmes de bajo presupuesto y de un episodio de la exitosa serie de Fox Malcolm in the Middle, como actriz invitada. 
Es a partir del año 2004 que volvería a dedicarse a tiempo completo a la actuación.

## Filmografía

### Cine y televisión
| Año  | Título                        | Papel                        | Notas                               |  |
| ---- | ----------------------------- | ---------------------------- | ----------------------------------- |  |
| 1994 | El mundo secreto de Alex Mack | Alex Mack                    |                                     |  |
| 1995 | The Baby-Sitters Club         | Dawn Schafer                 |                                     |  |
| 1995 | Boy Meets World               | Dana                         | Invitada Especial (3x15-3x16, 5x15) |  |
| 1999 | 10 Things I Hate About You    | Bianca Stratford             |                                     |  |
| 2000 | A Time for Dancing            | Juliana "Jules"              | Directo a video                     |  |
| 2001 | 100 Girls                     | Wendy                        | Directo a video                     |  |
| 2001 | An American Rhapsody          | Maria Sandor (a los 18 años) |                                     |  |
| 2003 | Bringing Rain                 | Ori Swords                   | Directo a video                     |  |
| 2006 | Malcolm in the Middle         | Abby                         | Temporada 7, Capítulo 8             |  |
| 2006 | Relative Obscurity            | Claire                       |                                     |  |
| 2006 | Pope Dreams                   | Maggie Venable               |                                     |  |
| 2008 | Aliens in America             | Zoey                         | Episodio # 113                      |  |
| 2008 | Broken Windows                | Sara                         |                                     |  |
| 2010 | Pretty Little Liars           | Magie                        | Temporadas 3 y 4                    |  |
| 2011 | Hawaii Five-0                 | Agente Kaye de la CIA        | Temporada 1                         |  |
| 2012 | Mad Men                       | Cynthia Crosgrove            | Temporada 5                         |  |